# Ebimo West Anderson
Ebimo West Anderson (* 31. August 1989) ist ein nigerianischer Fußballspieler.

## Karriere
Ebimo West Anderson stand bis 2009 bei Maccabi Haifa im israelischen Haifa unter Vertrag. Wo er vorher gespielt hat, ist unbekannt. Mitte 2009 wechselte er zu Maccabi Ahi Nazareth. Der Verein aus Nazareth spielte in der ersten Liga des Landes, der Ligat ha’Al. Für Nazareth absolvierte er fünf Erstligaspiele. Von Juli 2010 bis Juni 2011 war er vertrags- und vereinslos. Im Juli 2011 verpflichtete ihn Maccabi Ironi Bat Yam. Mit dem Verein aus Bat Jam spielte er in der zweiten israelischen Liga, der Liga Leumit. Für Ironi stand er 30-mal in der zweiten Liga auf dem Spielfeld. Anfang 2013 ging er nach Asien. Hier unterschrieb er in Vietnam einen Vertrag bei Đồng Tâm Long An. Der Klub aus Tân An spielte in der ersten Liga, der V.League 1. Nach 19 Erstligaspielen in Vietnam ging er 2015 nach Myanmar. Hier wurde er vom Erstligisten Ayeyawady United aus Pathein unter Vertrag genommen. Für Ayeyawady bestritt er sechs Spiele in der ersten Liga, der Myanmar National League. Die Saison 2017 stand er beim Ligakonkurrenten Rakhine United unter Vertrag. Von 2018 bis Mai 2019 spielte er beim ebenfalls in der ersten Liga spielenden Zwekapin United in Hpa-an. Den Rest des Jahres spielte er bei Yangon United in Rangun. 2020 kehrte er zu seinem ehemaligen Klub Zwekapin United zurück.